# منطقه کلان‌شهری ایندیاناپولیس
منطقه کلان‌شهری ایندیاناپولیس (به انگلیسی: Indianapolis metropolitan area) یک منطقهٔ مسکونی در ایالات متحده آمریکا است که در ایندیانا واقع شده‌است. ایندیاناپولیس متروپولیتن آریا ۱٬۴۸۷٬۴۸۳ نفر جمعیت دارد.